# Margret Bechler
Pour les articles homonymes, voir Bechler.
Margret Dreykorn épouse Bechler (née le 2 février 1914 à Altona, morte le 7 juin 2002 à Wedel) est une enseignante allemande, femme d'officier, responsable de l'arrestation d'Albert Jacob (de).

## Biographie
(février 2022).
Le contenu est difficilement compréhensible vu les erreurs de traduction, qui sont peut-être dues à l'utilisation d'un logiciel de traduction automatique.
Margret Bechler est la fille de l'ingénieur de marine Georg Dreykorn et de son épouse Alice (Adelheid) Döll. Le père monarchiste quitte la Marine comme capitaine de corvette après la Première Guerre mondiale et déménage avec sa famille à Kleinzschachwitz en 1920, après avoir trouvé un emploi comme ingénieur à Dresde. En 1929, il est licencié.
Margret, qui a l'Abituren 1934, rencontre l'Oberfähnrich Bernhard Bechler en 1933 et se fiance avec lui en 1936. En 1938, Bernhard Bechler est Oberleutnant, ils se marient et déménagent à Chemnitz, plus tard à Altenbourg. Le mariage donne deux enfants: Heidi (née en 1939) et Hans-Bernhard (né en 1940). Margret Bechler n'a plus d'emploi depuis 1938, n'a pas de formation professionnelle et vit comme femme au foyer et mère sur le salaire de son mari jusqu'en novembre 1944. L'officier, préoccupé par son avancement, a plusieurs postes de carrière dans la Wehrmacht, mais est comme commandant de bataillon et major prisonnier soviétique à la fin de la bataille de Stalingrad. Il est en septembre 1943 cofondateur de la Bund Deutscher Offiziere (BDO)), après la fusion le 14 septembre 1943 également membre du Nationalkomitee Freies Deutschland (NKFD) et plus tard officier de front autorisé du NKFD.
Le 3 septembre 1943, le « Heimatdienst » de l'émission radio Freies Deutschland du NKFD diffuse les messages de prisonniers de guerre allemands en Union soviétique, ainsi que des signes de survie et des salutations de Bernhard Bechler à Margret Bechler et ses enfants à Altenbourg. C'est la seule façon pour les prisonniers de guerre d'envoyer un signe de vie à leurs familles, car il n'y avait pas d'échange de courrier pour les prisonniers de guerre entre le Reich allemand et l'Union soviétique. Dans le « Heimatdienst », les prisonniers de guerre demandent au public de transmettre les salutations de survie aux familles. De nombreux auditeurs du Reich allemand et des pays voisins prennent contact avec les familles des soldats. Ce « Heimatdienst » avec (entre autres) les salutations familiales de Bechler est diffusée à plusieurs reprises à partir de la fin août 1943. Le mineur de Zwickau Albert Jacob entend cette émission chez lui et décide d'informer Margret Bechler en plus de la mère d'un autre soldat et de transmettre les salutations de son mari. Au moment où les salutations familiales sont diffusées, Bernhard Bechler n'est ni membre de la BDO ni du NKFD et à la fin de l'été 1943 ne figure pas comme un propagandiste à la radio, mais tout comme de nombreux autres prisonniers envoient des salutations à sa famille par radio. Après l'échec du complot du 20 juillet 1944, les épouses des officiers de la Wehrmacht s'engagent dans le NKFD, dont Margret Bechler. Margret Bechler n'est « informée » que fin novembre 1944 par un major et officier de réserve du commandement de la Wehrmacht d'Altenbourg qu'elle peut en cas de divorce bénéficier de certaines facilités, telles que l'assistance par les soins et bien sûr l'utilisation du institutions publiques, Margret Bechler refuse. Margret Bechler reçoit des lettres d'auditeurs de la radio qui ont entendu les salutations familiales de son mari. Le 5 septembre 1943, Margret Bechler rapporte à la police d'Altenburg une personne inconnue qui lui a fait des salutations le 2 septembre 1943 à la maison. Elle participe à la recherche par la Gestapo d'une personne à Altenbourg que la Gestapo soupçonne d'avoir écouté les émissions ennemies et remet des lettres à la police. Quand Albert Jacob veut le 13 septembre 1943 lui apporter les salutations de survie qu'il avait entendues de son mari le 3 septembre 1943, Margret Bechler le renvoie, appelle la police criminelle d'Altenbourg et poursuit Jacob, qui est déjà loin de là avec deux autres résidentes et organise son arrestation. Bechler témoigne abondamment contre Albert Jacob le 13 septembre 1943, après qu'elle a utilisé une lampe de poche pour rechercher la lettre anonyme que Jacob avait jetée et la remet à la police comme preuve contre Jacob. Bechler est consciente qu'écouter des diffuseurs hostiles est passible de la peine de mort, et plus tard elle témoigne lors d'interrogatoires que sa plainte avait été déposée contre Jacob parce qu'elle n'était pas d'accord avec les activités illégales et veut se montrer patriote. Bechler déclare qu'elle avait dénoncé Jacob non pour des raisons politiques de parti, mais estimant que cela ne pouvait être que pour le mieux pour l'Allemagne.
La dénonciation de Bechler est typique de l'époque : entre 73 et 100% des enquêtes de la Gestapo sur les crimes radio sont déclenchées par des dénonciations comme la sienne.
Albert Jacob est remis à la police par Margret Bechler et ses complices, arrêté, accusé de préparation à la haute trahison et à la dégradation des forces militaires en raison de la transmission de nouvelles à Margret Bechler, condamné à mort par la Volksgerichtshof le 2 juin 1944 et exécuté à la prison de Brandebourg le 17 juillet 1944. Lorsque l'épouse de Jacob demande à Margret Bechler par l'intermédiaire d'un avocat le 20 juillet 1944 de soutenir une pétition de grâce, elle refuse par crainte de représailles. Aucune des deux femmes ne savait que Jacob avait déjà été exécuté.
Après l'occupation de la Thuringe par les troupes américaines, la veuve Hedwige Jacob dépose une plainte pénale contre Margret Bechler auprès de la police allemande pour avoir dénoncé son mari. Margret Bechler est alors arrêtée le 9 juin 1945 à Nobitz pour avoir dénoncé Albert Jacob. Conformément à l'article II 1 c de la loi no 2 du Conseil de contrôle (KRG 10), les dénonciations des opposants nazis sont considérées comme des « crimes contre l'humanité », la loi est contraignante pour tous les tribunaux allemands dans toutes les zones d'occupation et les dénonciations sont donc poursuivies. Le 1er juillet, les États-Unis rendent la Thuringe à la puissance d'occupation soviétique. Margret Bechler est emmenée à la maison d'arrêt de Zwickau, puis aux camps spéciaux de Bautzen, Jamlitz, Mühlberg et Buchenwald. Margret Bechler est juridiquement déclarée morte en 1946 à la demande de son mari Bernhard car, selon le maréchal Joukov, on ne peut pas savoir où elle se trouve. Bernhard Bechler prend les enfants ensemble et se remarie. Lorsque Bernhard Bechler découvre en 1950 que sa femme est toujours en vie, il divorce. Les allégations répandues selon lesquelles Bernhard Bechler aurait pu empêcher ou influencer la poursuite juridiquement déterminée de Margret Bechler en raison de la dénonciation fatale d'Albert Jacob ne sont pas fondées. Le 19 juin 1950, Margret Bechler est condamnée par la 3e grande chambre criminelle du tribunal régional de Chemnitz dans le procès de Waldheim pour crime contre l'humanité selon la loi n°10 du Conseil de contrôle (KRG 10) et selon la directive no 38 du Conseil de contrôle, est qualifiée de personne incriminée parce que, en tant qu'indicatruce, elle avait entraîné l'ouverture d'une procédure au détriment d'une autre pour violation des ordres nazis. Margret Bechler est condamnée à la prison à vie à la demande du parquet. L'appel de l'avocat de Margret Bechler contre ce jugement est rejeté par le tribunal régional supérieur de Dresde. L'allégation selon laquelle Margret Becher fut condamnée à mort par pendaison et graciée que plus tard par Wilhelm Pieck à une peine d'emprisonnement à perpétuité est sans fondement et fictive, tout comme l'affirmation inexacte selon laquelle le procureur général demanda la peine de mort contre elle. Lors du procès de 1992 contre l'ancien juge Waldheim Jürgens, Margret Bechler déclare en tant que témoin devant le tribunal de district de Leipzig que le procureur de la République l'avait initialement menacée de la peine de mort pour l'avoir dénoncé. Cependant, il n'y a aucune preuve à l'appui de cette allégation : selon le procès-verbal du procès contre Margret Bechler, le procureur a demandé la réclusion à perpétuité.
La détention de Margret Bechler a lieu dans la prison de Hoheneck.
Margret Bechler est libérée de prison le 28 avril 1956 et vit d'abord à Chemnitz. Elle déménage en République fédérale et devient enseignante dans une école primaire à Wedel. En 1978, elle publie ses mémoires sous le titre Warten auf Antwort. Elle ne peut revoir son fils qu'après la chute du mur de Berlin.
En 1992, sa condamnation est annulée par la loi sur la réadaptation pénale parce que le déroulement de la procédure n'était pas conforme à l'état de droit. Depuis 2001, un lycée de Wedel décerne chaque année un « Prix Margret Bechler » aux étudiants particulièrement performants dans les domaines de la musique et des sciences naturelles sur la base d'une fondation décernée par Margret Bechler.